# Congo thuộc Pháp
Congo thuộc Pháp (tiếng Pháp: Congo français) hoặc Trung Congo (tiếng Pháp: Moyen-Congo) là một thuộc địa của Pháp mà cùng một lúc bao gồm các khu vực ngày nay của Cộng hòa Congo, Gabon và Cộng hòa Trung Phi.

## Lịch sử
Congo thuộc Pháp bắt đầu tại Brazzaville vào ngày 10 tháng 9 năm 1880 với tư cách là vùng bảo hộ người Bateke dọc theo bờ bắc sông Congo, được chính thức thành lập là Congo thuộc Pháp vào ngày 30 tháng 11 năm 1882, và đã được xác nhận tại Hội nghị Berlin năm 1884. Biên giới của nó với Cabinda, Cameroons và Nhà nước Tự do Congo được thành lập bởi các hiệp ước trong thập kỷ tới. Kế hoạch phát triển thuộc địa là trao những nhượng bộ lớn cho một số ba mươi công ty Pháp. Những người này đã được cấp những vùng đất rộng lớn theo lời hứa họ sẽ được phát triển. Sự phát triển này bị hạn chế và chủ yếu là khai thác ngà, cao su và gỗ. Các hoạt động này thường liên quan đến sự tàn bạo lớn và sự nô lệ gần như của người dân địa phương.
Congo thuộc Pháp đôi khi được gọi là Gabon-Congo. Nó chính thức được thêm vào Gabon vào năm 1891, được chính thức đổi tên thành Trung Congo (tiếng Pháp: Moyen-Congo) vào năm 1903, tạm thời ly khai với Gabon vào năm 1906, và sau đó được sst nhập thành Xích đạo châu Phi vào năm 1910 trong nỗ lực mô phỏng thành công tương đối của Tây Phi thuộc Pháp.
Một nghiên cứu năm 1906, L'Expansion coloniale au Congo français (Bản mở rộng thuộc địa của Pháp Congo) đã được xuất bản cùng với Triển lãm thuộc địa ở Marseille.
Thuộc địa được quản lý dưới bốn tổng ủy viên (commissionaires généraux) trước khi tái tổ chức thành Trung Congo.

## Danh sách các Tổng ủy viên
- Pierre Savorgnan de Brazza (tháng 1 năm 1883 – 1897)
- Louis Albert Grodet [fr] (1897–1898)
- Henri Félix de Lamothe [fr] (1898–1901)
- Emile Gentil (1901–1903)